# Максимов, Беата
Беата Эльжбета Максимов-Вендт (пол. Beata Elżbieta Maksymow-Wendt, 27 июля 1967, Челядзь, Катовицкое воеводство — 9 июня 2024) — польская дзюдоистка, многократная чемпионка мира и Европы, 24-кратная чемпионка Польши. Участница Олимпийских игр 1992, 1996 и 2000 годов. На Олимпийских играх 1992 года в Барселоне и 1996 года в Атланте заняла пятое место.
Умерла 9 июня 2024 года после долгой борьбы с тяжёлой болезнью в возрасте 56 лет.

## Спортивные результаты
- Чемпионат Польши по дзюдо 1984 года — ;
- Чемпионат Польши по дзюдо 1985 года — ;
- Чемпионат Польши по дзюдо 1986 года (свыше 72 кг) — ;
- Чемпионат Польши по дзюдо 1986 года (абсолют) — ;
- Чемпионат Польши по дзюдо 1988 года (свыше 72 кг) — ;
- Чемпионат Польши по дзюдо 1988 года (абсолют) — ;
- Чемпионат Польши по дзюдо 1989 года (свыше 72 кг) — ;
- Чемпионат Польши по дзюдо 1989 года (абсолют) — ;
- Чемпионат Польши по дзюдо 1991 года (свыше 72 кг) — ;
- Чемпионат Польши по дзюдо 1991 года (абсолют) — ;
- Чемпионат Польши по дзюдо 1992 года (свыше 72 кг) — ;
- Чемпионат Польши по дзюдо 1992 года (абсолют) — ;
- Чемпионат Польши по дзюдо 1993 года (свыше 72 кг) — ;
- Чемпионат Польши по дзюдо 1993 года (абсолют) — ;
- Чемпионат Польши по дзюдо 1994 года (свыше 72 кг) — ;
- Чемпионат Польши по дзюдо 1994 года (абсолют) — ;
- Чемпионат Польши по дзюдо 1995 года (свыше 72 кг) — ;
- Чемпионат Польши по дзюдо 1995 года (абсолют) — ;
- Чемпионат Польши по дзюдо 1996 года (свыше 72 кг) — ;
- Чемпионат Польши по дзюдо 1996 года (абсолют) — ;
- Чемпионат Польши по дзюдо 1997 года (свыше 72 кг) — ;
- Чемпионат Польши по дзюдо 1997 года (абсолют) — ;
- Чемпионат Польши по дзюдо 1998 года (свыше 78 кг) — ;
- Чемпионат Польши по дзюдо 1999 года (свыше 78 кг) — ;
- Чемпионат Польши по дзюдо 1999 года (абсолют) — ;
- Чемпионат Польши по дзюдо 2000 года (свыше 78 кг) — ;
- Чемпионат Польши по дзюдо 2000 года (абсолют) — ;